# Visconde de Palma de Almeida
Visconde de Palma de Almeida é um título nobiliárquico criado por D. Carlos I de Portugal, por Decreto de 19 de Setembro de 1890, em favor de José Henriques Palma de Almeida, depois 1.º Conde de Palma de Almeida.
Titulares
1. José Henriques Palma de Almeida, 1.º Visconde e 1.º Conde de Palma de Almeida.

Após a Implantação da República Portuguesa, e com o fim do sistema nobiliárquico, usaram o título: 
1. Maria José Palma de Almeida, 2.ª Viscondessa de Palma de Almeida;
2. Luís Filipe Palma de Almeida Braga, 3.º Visconde e 2.º Conde de Palma de Almeida.[2]